# Kalā Kabūd-e Pā'īn
Kalā Kabūd-e Pā'īn (persiska: کلاکبود پائین, Kolāh Kabūd-e Soflá) är en ort i Iran.   Den ligger i provinsen Kermanshah, i den västra delen av landet, 400 km väster om huvudstaden Teheran. Kalā Kabūd-e Pā'īn ligger 1 311 meter över havet och antalet invånare är 122.
Terrängen runt Kalā Kabūd-e Pā'īn är varierad. Runt Kalā Kabūd-e Pā'īn är det ganska tätbefolkat, med 185 invånare per kvadratkilometer. Närmaste större samhälle är Varmenjeh, 11,0 km nordost om Kalā Kabūd-e Pā'īn. Trakten runt Kalā Kabūd-e Pā'īn består till största delen av jordbruksmark.